# مسجد جامع بلوچ‌های آبادان
مسجد جامع اهل‌سنت بلوچهای آبادان مربوط به اواخر دوره قاجار -اوایل دوره پهلوی است و در آبادان، خیابان انوری، پشت حسینیه جهرمیها واقع شده و این اثر در تاریخ ۹ اردیبهشت ۱۳۸۲ با شمارهٔ ثبت ۸۳۵۱ به‌عنوان یکی از آثار ملی ایران به ثبت رسیده است.